# رایموندو رولون
رایموندو رولون (انگلیسی: Raimundo Rolón؛ زاده ۱۴ مارس ۱۹۰۳ – درگذشته ۱۷ نوامبر ۱۹۸۱) سیاستمدار اهل پاراگوئه بود. وی از ۳۰ ژانویه ۱۹۴۹ تا ۲۷ فوریه ۱۹۴۹ رئیس‌جمهور این کشور بود.
رایموندو رولون در ۱۷ نوامبر ۱۹۸۱، در سن ۷۸ سالگی درگذشت.